# Keita Sugimoto
Keita Sugimoto (杉本 恵太 Sugimoto Keita?), född 13 juni 1982 i Ibaraki prefektur, är en japansk fotbollsspelare.
Sugimoto började sin karriär 2005 i Nagoya Grampus Eight (Nagoya Grampus). Han spelade 173 ligamatcher för klubben. Med Nagoya Grampus vann han japanska ligan 2010. 2011 flyttade han till Tokushima Vortis.